# Tess
Tess és una pel·lícula de 1979 dirigida per Roman Polanski i és una adaptació de la novel·la de 1891 de Thomas Hardy: Tess of the d'Urbevilles. La trama ens situa en la vida d'una camperola tenaç, aparentment jove que descobreix que el seu cognom té connexions amb un títol nobiliari d'una família aristocràtica. Serà a partir d'aquí, quan conegui el seu pèrfid cosí, que la seva vida es veurà afectada irremissiblement. El guió fou escrit per Gérard Brach, John Brownjohn i Roman Polanski. Ha estat doblada al català.

## Resum de l'argument
La història té lloc als comtats rurals de Dorset, a Anglaterra, durant l'època victoriana.
L'acció es desencadena quan, de forma innocent, el clergue d'una aldea, Parson Tringham, li revela a en John Durbeyfield, un honrat pagès, que els "Durbeyfields" són realment descendents dels d'Ubervilles, una noble família gairebé extinta el llinatge de la qual s'estén fins a l'època de Guillem el Conqueridor. Aquesta informació sembla inútil, ja que la família va perdre les seves terres i el seu prestigi quan moriren els hereus masculins. El clergue simplement pensa que a Durbeyfield li agradaria conèixer els seus orígens com una mera curiositat històrica.

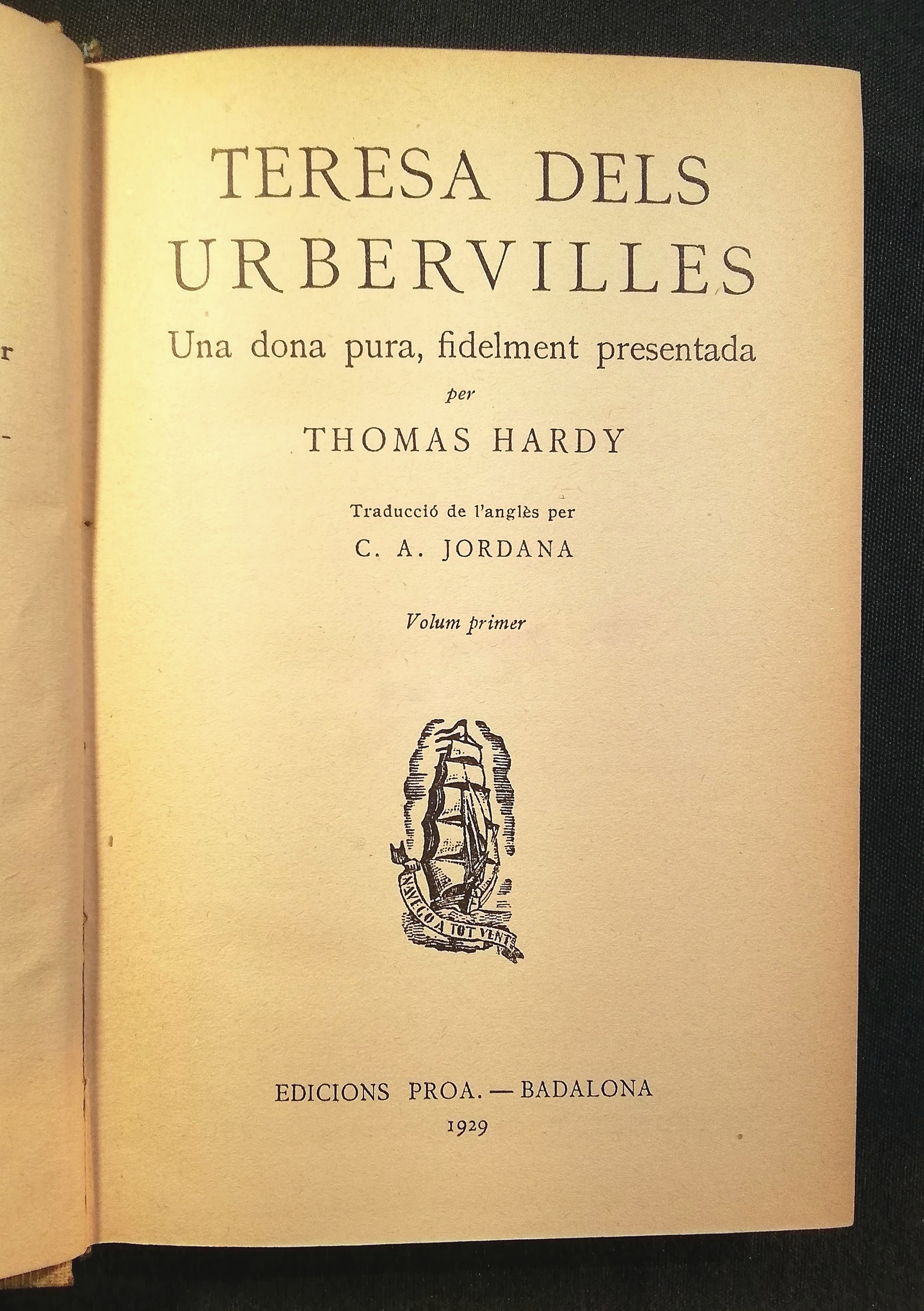
La pel·lícula Tess és una adaptació de la novel·la Teresa dels Urbervilles (Tess of the d'Urbervilles) de Thomas Hardy, traduïda al català l'any 1929 dins la col·lecció A Tot Vent

Desgraciadament, en Durbyfield s'obsessiona immediatament amb la idea de recuperar la seva noblesa perduda, i utilitzar-la per, d'alguna manera, augmentar la fortuna familiar. La pobra situació de la família fa que John enviï la seva filla, Tess (Justine Waddell), a la mansió on hi vivien els D'Urbervilles, perquè li donessin feina com a favor per la relació de parentesc. Però a la mansió qui remena les cireres és el sinistre Alec d'Urberville (Jason Flemyng), qui per la seva banda està encantat de conèixer la seva preciosa "cosina" i la intenta seduir amb roses i maduixes. Però Alec no és parent de Tess, car ha adquirit el seu il·lustre cognom i escut per mitjà d'una compra. Alec s'enamora de Tess, finalment la sedueix i acaba violant-la. Tess se'n va de nou a casa embarassada, el bebè neix malalt i mor.
Després d'algun temps, Tess marxa a una granja de vaques on hi comença a treballar com a lletera. És allà on coneix el seu vertader amor: un jove aspirant a missioner que prové d'una família respectable, anomenat Angel Clare (Oliver Milburn). Angel creu que Tess és una noia de camp, gens mimada i completament innocent. S'enamoren l'un de l'altre, però Tess, sentint-se culpable, no li confessa la seva anterior relació amb Alec fins a la nit de bodes. Desil·lusionat, Angel la rebutja i Tess es troba novament sola.
Abandonada pel seu marit, Tess es troba un altre cop amb Alec d'Urberville. En un principi, ella repel·leix les seves insinuacions feroçment. Però després de la mort del seu pare, la família Durbeyfield entra en temps molt durs, havent de fer front a la falta d'aliments, al desallotjament i a la indigència. Tess es veu forçada a tornar a assumir la seva tòrrida relació amb Alec, i es converteix així en la seva amant per a poder mantenir els seus germans petits i la seva mare.
Poc després, Angel Clare torna del seu viatge a l'estranger. Un viatge missioner desastrós pel Brasil havia acabat amb la seva salut, més humil i havent tingut temps per a pensar-hi, està ara penedit d'haver tractat així Tess. Aconsegueix trobar Tess, però es marxa amb el cor destrossat en trobar-la cohabitant amb Alec. Tess se n'assabenta que en deixar que Alec la manipulés i la seduís havia destruït les seves possibilitats d'ésser feliç juntament amb Angel. Pateix una crisi nerviosa i assassina Alec amb fúria.
Tess s'escapa per buscar Angel, es reconcilien, i ell pot finalment acceptar-la i besar-la com la seva dona sense jutjar-la moralment per les seves accions. Consumen llur matrimoni, passen dues nits de felicitat junts fugint de la llei. Finalment Tess és capturada mentre dorm a Stonehenge. Al final s'explica que és declarada culpable i condemnada a la forca per assassinat.

## Producció
Roman Polanski feu aquesta pel·lícula perquè l'última vegada que va veure viva la seva dona Sharon Tate (abans que la banda de Charles Manson l'assassinés), ella li havia donat una còpia de Tess of the d'Urbervilles i li havia dit que podria fer-se'n una bona pel·lícula. La dedicatòria al principi de la pel·lícula diu simplement: "a Sharon".
Tot i que la pel·lícula està ambientada a Anglaterra, fou filmada en França. Això pot donar-se al fet que Polanski estava en crida i cerca acusat d'estupre als EUA, i podria haver estat extradit del Regne Unit.
El 28 d'octubre de 1978, el cinematògraf Geoffrey Unsworth morí d'un infart de miocardi durant la tercera setmana de rodatge. La majoria de les escenes que ell rodà foren exteriors del principi de la pel·lícula i poden distingir-se per l'ús de la boira i una lleu difuminació. Ghislain Cloquet filmà la resta de la pel·lícula incloent-hi la majoria de les escenes d'interior sense difuminació. Es deia que entre les escenes filmades per Geoffrey Unsworth abans de la seva mort eren la seducció emboirada de la nit americana al bosc, a la carpa i en les freses, i quan Tess està a la mansió de d'Urberville, en munyir les grans vaques, les noies en observar Angel durant l'alba, i Angel portant les noies a través del rierol. Unsworth (pòstumament) i Cloquet foren nomenats en l'exitosa nominació de l'"Academy Award for Best Cinematography" (Premi Academy a la millor cinematografia). Solament Cloquet fou nominat, una vegada més exitosament, al "Cèsar Award for Cinematography" (Premi Cèsar a la millor cinematografia).